# Guillermo Donn de Burgh
Guillermo de Burgh, III conde de Úlster y IV Barón de Connaught (17 de septiembre de 1312 – 6 de junio de 1333), fue un aristócrata miembro de la Nobleza de Irlanda.

## Contexto
El nieto del II Conde Richard Óg de Burgh por su segundo hijo, John, Guillermo fue también Señor de Connaught en Irlanda, y mantuvo la mansión de Clare, Suffolk.
Fue convocado al Parlamento de 10 de diciembre de 1327 a 15 de junio de 1328 por escritos dirigidos a Willelmo de Burgh. En 1331 fue nombrado Lugarteniente de Irlanda para un año.

## Matrimonio y descendencia
El III Conde de Úlster se casó antes del 16 de noviembre de 1327 (por una dispensa Papal con fecha 1 de mayo de 1327), con Matilde de Lancaster, hija de Enrique de Lancaster y Maud Chaworth. Tuvieron una hija, Isabel. Se casó con Leonel de Amberes, tercer hijo de Eduardo III de Inglaterra.

## Muerte
En noviembre de 1332, en Greencastle, cerca la boca de Lough Foyle, dejó a su primo Sir Walter Liath de Burgh morir de hambre. En venganza, la hermana de Sir Walter, Gylle de Burgh, mujer de Sir Richard de Mandeville, planeó su asesinato.
En junio de 1333, fue asesinado por de Mandeville, Sir John de Logan, y otros. Los Anales de los Cuatro Maestros anotaron que Guillermo Burke, Conde de Ulster, fue asesinado por los ingleses del Ulster. Los ingleses que cometieron esta acción fueron ejecutados de maneras diversas por la gente del Rey de Inglaterra; algunos fueron colgados, otros asesinados, y otros descuartizados, en venganza por su muerte. Tras su muerte, estalló una guerra civil por la supremacía entre las diferentes ramas de la familia de Burgh, llamados ahora Burke.
Su viuda Maud huyó a Inglaterra, donde se casó y enviudó nuevamente en 1346, entrando después en el convento agustino de Campsey Priory, donde fue enterrada.

## Árbol familiar
```
  
Walter de Burgh
 de Burgh Castle, Norfolk.
  |
  |____________________________________________
  |                                           |
  |                                           |
  
William de Burgh
, murió 1205.    Hubert de Burgh, 1.º Conde de Kent, murió 1243.
  |                                      (Asunto; John y Hubert)
  |____________________________________________________________________________
  |                                                                          |
  |                                                                          |
  
Richard Mór de Burgh
, 1.º Barón de Connaught                Richard Óge de Burgh 
  |                                                      (antepasado de Ulick Burke de Annaghkeen)
  |__________________________________________________________________
  |                                                               |
  |                                                               |
  
Walter de Burgh
, 1.º Conde de Úlster                William Óg de Burgh 
  |                                                               |
  |                                                               |
  
Richard Óg de Burgh, II conde del Úlster
            
Edmond Albanach de Burgh
 
  |
  |___________________________________________________________________
  |                                                                 |
  |                                                                 |
  
John de Burgh
                                    Edmond de Burgh, 1298-1338 
  |                                                                 |
  |                                                                 |_______________________
  
William Donn de Burgh
, 3.º Conde de Úlster                        |                      |
  |                                                                 |                      |
  |                                                            Sir Richard, fl. 1387.   Sir David, fl. 1387.
  
Elizabeth de Burgh, 4.º Condesa de Úlster
                         |                      |
  |                                                                 |                      |
  |                                                      Burke de Castleconnell  Burke de Muskerryquirk
  
Philippa
, 5.º Condesa de Úlster                       Burke de Brittas
  |
  |
  
Roger Mortimer, 4.º Conde de March
```